# Волгодонська єпархія
Волгодонська єпархія — єпархія Російської православної церкви, знаходиться в східній частині Ростовської області. Входить до складу Донської митрополії.

## Історія
Волгодонська єпархія утворена виділенням з Ростовської і Новочеркаської єпархії визначенням Священного синоду від 27 липня 2011 року в адміністративних межах Волгодонського міського округу, а також Білокалитвинського, Веселівського, Волгодонського, Дубовського, Єгорлицького, Завітинського, Зерноградського, Зимовніківського, Кагальницького, Константиновського, Мартиновського, Мілютинського, Морозовського, Орловського, Піщанокопського, Пролетарського, Ремонтненського, Сальського, Семикаракорського, Тацинського, Усть-Донецького, Цілинського і Цимлянського районів Ростовської області.
6 жовтня 2011 року Волгодонська, Ростовська і Шахтинська єпархії включено до складу новоутвореної Донської митрополії.
Станом на початок 2012 року до складу єпархії входить 89 парафій, в яких здійснюють службу 68 священиків.

## Єпископи
- - Корнилий (Синяев) (11 сентября 2011 — 30 августа 2019)
  - Меркурий (Иванов) (с 30 августа 2019) в/у, митр. Ростовский

## Храми та монастирі
Станом на 2019 рік на території єпархії існують такі благочиння:
1. Білокалитвинське благочиння
2. Великокнязівське благочиння
3. Волгодонсько-Цімлянське благочиння
4. Зерноградське благочиння
5. Константиновське благочиння
6. Піщанокопське благочиння
7. Дубовське благочиння
8. Сальське благочиння
9. Семикаракорське благочиння
10. Усть-Донецьке благочиння
11. Волгодонське Центральне благочиння.